# Riel (mini-série)
Pour les articles homonymes, voir Riel (homonymie).
Pour plus de détails, voir Fiche technique et Distribution.
Riel est une mini-série historique canadienne réalisée par George Bloomfield et diffusée en deux parties les 15 et 17 avril 1979 à la Télévision de Radio-Canada et simultanément sur le réseau CBC.

## Fiche technique
- Scénario : Roy Moore
- Réalisation : George Bloomfield
- Producteur exécutif : Stanley Colbert
- Producteur : John Trent
- Décors : Bill Beeton
- Musique : William McCauley
- Société de production : Société Radio-Canada

## Distribution
- Raymond Cloutier : Louis Riel
- Roger Blay : Gabriel Dumont
- Lloyd Bochner : Dr Schultz
- James Bradford (VQ : Sébastien Dhavernas) : capitaine Bradshaw
- Lee Broker (VQ : Yves Massicotte) : Evans
- Maury Chaykin : Howard
- Normand Chouinard : Nolin
- Captain Constantinidas : capitaine commandant les troupes
- Pierre Curzi : Isidore
- Neil Dainard : Armstrong
- Brenda Donohue (VQ : Élizabeth Lesieur) : Mme Schultz
- Don Francks : Ouellette
- Daniel Gadouas : Nault
- Donald Harron (VQ : Vincent Davy) : Donald Smith
- Fern Henry : Marguerite Riel
- Arthur Hill : Taylor
- Ken James : Maier
- Claude Jutra : Dr Roy
- Budd Knapp : Osler
- Robert Lavoie : Goulet
- Barry Morse (VQ : Robert Rivard) : MacTavist
- Ed McNamara (en) : Asseewyn
- Leslie Nielsen (VQ : Victor Désy) : major Crozier
- John Neville (VQ : Guy Hoffmann) : général Wolseley
- Christopher Plummer (VQ : Jean Fontaine (acteur)) : John A. Macdonald
- Gary Reineke (VQ : Alain Clavier) : Thomas Scott
- Tony Robinow : Lemieux
- Pauline Ross : la mère de Nault
- Jean-Louis Roux : Bourget
- Marcel Sabourin : Ritchot
- August Schellenberg : Lépine
- David Schurmann : officier anglais
- William Shatner : le crieur
- Gladys Taylor : la mère de Riel
- Dave Thomas : capitaine canadien
- Tony Van Bridge (en) : juge Richardson
- Kenneth Welsh : McWilliams
- Paxton Whitehead : McDougall
- Chris Wiggins : Frederick Middleton

 Source et légende : version québécoise (VQ) sur Doublage.qc.ca